# Kulob

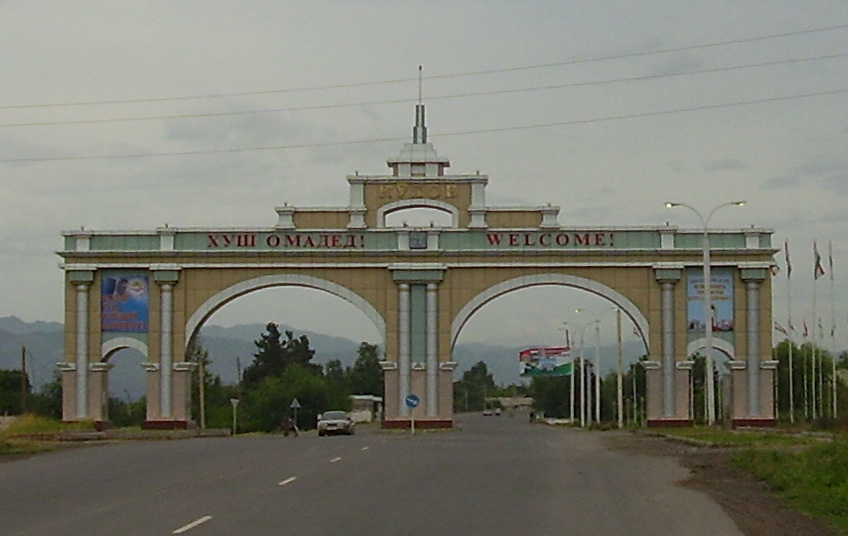
Stadsporten i Kulob på europaväg E008

Kulob (tadzjikiska: Кӯлоб, ryska: Куляб) är en stad i Tadzjikistan. Staden hade cirka 217 000 invånare 2020. Den ligger i provinsen Chatlon i sydvästra delen av landet, ganska nära gränsen mot Afghanistan. Staden ligger vid floden Jaksu, som senare mynnar i floden Amu-Darja.
Staden säger sig vara 2700 år gammal. Det äldsta bevarade omnämnandet är dock från historikern Ibn al-Athīr som nämner befästningen K[o]lāb(a) i sin beskrivning av mongolernas invasion av området 1220. Den var huvudstad för provinsen med samma namn mellan 1934 och 1994.
Det finns ett universitet i staden.

## Sport
- Ravsjan Kulob (professionell fotbollsklubb)